# Le Jugement de Salomon (Giorgione)
Pour les articles homonymes, voir Jugement de Salomon et Le Jugement de Salomon.
Le Jugement de Salomon est une peinture du maître italien de la Renaissance Giorgione (1500-1501). Il est conservé à la Galerie des Offices de Florence.

## Description
L'œuvre est de dimensions et d'une thématique similaires à son pendant, L'Épreuve du feu de Moïse, également aux Offices. Il montre Salomon, roi des Juifs, sur le trône, avec les dignitaires de la cour et deux femmes à ses pieds. Les deux femmes revendiquaient toutes les deux l'enfant et avaient appelé le Roi pour qu'il fasse justice entre elles. Le choix de Salomon a démasqué la fausse mère. Derrière eux, on retrouve deux grands chênes qui divisent le paysage en deux parties.
Un assistant Ferrarais a collaboré avec Giorgione dans la réalisation des figures.